# Galeola falconeri
Galeola falconeri es una especie de orquídea de hábitos terrestres. Son plantas saprofitas que viven en estrecha simbiosis con hongos micorrizas.

## Descripción
Es una orquídea de hábitos terrestres con un tamaño gigante,el tallo es cilíndrico envuelto por vainas lanceolado-triangulares. Florece en la primavera tardía y el comienzo del verano en una inflorescencia paniculada, ramificada y colgante, con unas pocas flores laxas con brácteas lanceoladas, agudas, y flores perfumadas y esponjosas con olor a vainilla.

## Distribución
Se encuentra en el Himalaya occidental, el Himalaya chino y oriental, Assam, Nepal, Tailandia y Taiwán en los densos bosques de frondosas a una altitud  de 800 a 2300 metros.

## Taxonomía
Galeola falconeri fue descrita por Joseph Dalton Hooker y publicado en The Flora of British India 6: 88, en el año 1896.